# Molly Killingbeck
Molly Killingbeck, född den 2 mars 1959 på Jamaica, är en kanadensisk friidrottare inom kortdistanslöpning.
Hon tog OS-silver på 4 x 400 meter vid friidrottstävlingarna 1984 i Los Angeles. 